# Війна Гімлера
«Війна Гіммлера» (англ. Himmler's War) — роман в жанрі альтернативної історії, написаний Робертом Конроєм. Він був опублікований Baen Books онлайн як електронна книга 1 грудня 2011 року, а через п’ять днів був опублікований у друкованому вигляді.

## Сюжет
Приблизно через півтора місяці після початку висадки в Нормандії американський бомбардувальник скидає свій боєприпас на випадкову ціль, яка випадково містить Адольфа Гітлера, якого вбивають. Після смерті Гітлера рейхсфюрер СС Генріх Гіммлер бере контроль над нацистською Німеччиною. Для союзників існує плутанина щодо того, чи слід робити спроби вести переговори з новим урядом, чи слід примусити Німеччину до беззастережної капітуляції.